# Appomattox (opéra)
Pour les articles homonymes, voir Appomattox (homonymie).
Appomattox est un opéra en deux actes (avec un prologue et un épilogue) pour orchestre, chœur et solistes, composé en 2007 par Philip Glass, sur un livret du dramaturge Christopher Hampton.  

## Description
Basé sur les derniers jours de la Guerre de Sécession, c'est une commande du San Francisco Opera pour célébrer le 70e anniversaire du compositeur. La première mondiale de l'œuvre a eu lieu le 5 octobre 2007, sous la direction de Dennis Russell Davies, et chanté par les barytons Dwayne Croft et Andrew Shore, la première européenne le 8 juillet 2009 au Youth Opera (en) de Leeds. 

## Personnages
| Rôle                    | Voix          | Distribution de la création mondiale, 5 octobre 2007 Direction : Dennis Russell Davies |
| ----------------------- | ------------- | -------------------------------------------------------------------------------------- |
| General Ulysse S. Grant | baryton       | Andrew Shore                                                                           |
| General Robert E. Lee   | baryton       | Dwayne Croft                                                                           |
| Julia Dent Grant        | soprano       | Rhoslyn Jones                                                                          |
| Mary Custis Lee         | soprano       | Elza van den Heever                                                                    |
| Julia Agnes Lee         | soprano       | Ji Young Yang                                                                          |
| T. Morris Chester       | ténor         | Noah Stewart                                                                           |
| Abraham Lincoln         | baryton-basse | Jeremy Galyon                                                                          |
| Mary Todd Lincoln       | soprano       | Heidi Melton                                                                           |
| Elizabeth Keckley       | mezzo-soprano | Kendall Gladen                                                                         |
| Edgar Ray Killen        | baryton-basse | Philip Skinner                                                                         |
| Edward Alexander        | ténor         | Chad Shelton                                                                           |
| John Rawlins            | baryton       | Jere Torkelsen                                                                         |
| General Howell Cobb     | basse         | John Minágro                                                                           |
| Ely S. Parker           | ténor         | Richard Walker                                                                         |
| Wilmer McLean           | baryton       | Torlef Borsting                                                                        |

## Résumé
L'opéra met en scène les derniers jours qui ont précédé la reddition des Confédérés, explore les caractères des généraux de Robert E. Lee et Ulysses S. Grant lors de leur rencontre le 9 avril 1865 à la maison de Wilmer McLean. Il examine ce moment historique du passé de l'Amérique, tout en réfléchissant sur les événements de l'histoire moderne, comme le Mouvement des droits civiques des années 60.

## Structure
- Prologue (Avril 1865)
- Acte I (2–9 avril 1865)
  - Scène 1: The days leading up to Robert E. Lee's surrender
  - Scène 2: The offices of General Lee
  - Scène 3
  - Scène 4: The destruction of Richmond
  - Scène 5: The exchange of letters between Lee and Grant after the taking of Richmond
- Acte II The Appomattox Court House, Virginia (9 avril 1865)
- Épilogue